# Заргам, Али-Акбар
Али-Акбар Заргам (перс. علی اکبر ضرغام‎) был военным офицером и занимал несколько постов в кабинетах Манучехра Эгбала и Джафара Шариф-Эмами.

## Образование
Али-Акбар Заргам родился в Тегеране в 1911 году. Он учился в средней школе Незам, военной средней школе, созданной Резой Шахом. Он окончил Военную академию в 1934 году и, в конце концов, закончил военное обучение в Военном университете (ныне известном как Университет национальной обороны) в 1940 году. Он стал генерал-майором в 1958 году под руководством Эгбала.

## Публичная карьера
В 1951 году Заргэм был назначен на должность военного губернатора, а в следующем году был назначен генеральным директором Департамента сахара. В 1955 году он стал директором таможни, а два года спустя был назначен первым министром таможни и монополий. 4 апреля 1957 года он был избран министром таможни при кабинете Эгбала. Он занимал пост министра финансов в кабинете Шариф-Эмами. После своего пребывания на посту министра он участвовал в различных государственных службах. Одним из них является его участие в восстановлении города Казвин после разрушительного землетрясения, которое произошло в 1962 году (позже известное как землетрясение Буин-Захра 1962 года), в результате которого погибло около 12 000 человек.

## Смерть
В декабре 1976 года Али-Акбар Заргам умер от сердечного приступа в своем доме в Тегеране в возрасте 65 лет.